# Fittipaldi Automotive

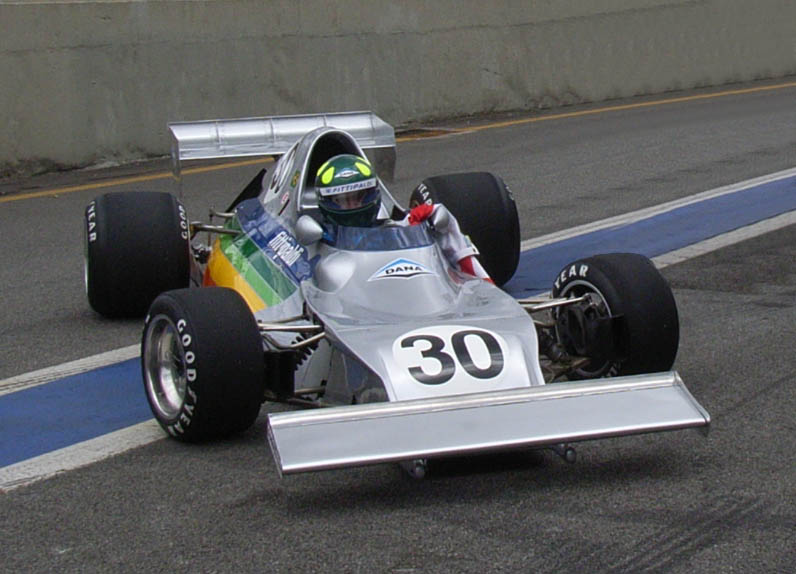
Un Fittipaldi FD-01

Fittipaldi Automotive de vegades anomenat Copersucar pel seu primer patrocinador important, va ser un equip de curses de Fórmula 1 i constructor que va competir des de 1975 fins a 1982. Va ser l'únic equip de Fórmula 1 que s'havia establert al Brasil. L'equip el va formar l'any 1974 el pilot de carreres Wilson Fittipaldi i el seu germà petit, el doble campió del món Emerson, amb diners de la cooperativa brasilera de sucre i alcohol Copersucar. L'equip va competir amb llicència brasilera.
Va participar en 119 Grans Premis entre 1975 i 1982, inscrivint un total de 155 vehicles. Van assolir tres podis i van anotar 44 punts de campionat. Els germans Fittipaldi van intentar recaptar fons per continuar el 1983, però l'equip va tancar les portes a principis de 1983.